# 베이즈 정리
확률론과 통계학에서 베이즈 정리(영어: Bayes’ theorem)는 두 확률 변수의 사전 확률과 사후 확률 사이의 관계를 나타내는 정리다. 베이즈 확률론 해석에 따르면 베이즈 정리는 사전확률로부터 사후확률을 구할 수 있다.
베이즈 정리는 불확실성 하에서 의사결정문제를 수학적으로 다룰 때 중요하게 이용된다. 특히, 정보와 같이 눈에 보이지 않는 무형자산이 지닌 가치를 계산할 때 유용하게 사용된다. 전통적인 확률이 연역적 추론에 기반을 두고 있다면 베이즈 정리는 확률임에도 귀납적, 경험적인 추론을 사용한다.

## 정의
확률공간 {\displaystyle (P,\Pr )} 속에서 {\displaystyle A,B\subset P}가 가측 집합이라고 하고, {\displaystyle \Pr(B)>0}이라고 하자. 그렇다면, 베이즈 정리에 따라 다음이 성립한다.
{\displaystyle \Pr(A|B)={\frac {\Pr(B|A)\Pr(A)}{\Pr(B)}}\propto {\mathcal {L}}(A|B)\Pr(A)}
각각의 항은 다음과 같은 의미를 갖는다.
- {\displaystyle \Pr(A)}는 A의 사전 확률로, 아직 사건 B에 관한 어떠한 정보도 알지 못하는 것을 의미한다.
- {\displaystyle \Pr(A|B)}는 B의 값이 주어진 경우에 대한 A의 사후 확률이다.
- {\displaystyle \Pr(B|A)}는 A가 주어졌을 때 B의 조건부 확률이다.
- {\displaystyle {\mathcal {L}}(A|B)=\Pr(B|A)}는 {\displaystyle B}가 주어졌을 때 {\displaystyle A}의 가능도이다.
- {\displaystyle \Pr(B)}는 B의 사전 확률이며, 정규화 상수의 역할을 한다. 이 값은 {\displaystyle \Pr(B)=\int _{A}\Pr(B|A)}를 이용하여 구할 수 있다.

이때 {\displaystyle A}는 불확실성을 계산해야 하는 대상이며, {\displaystyle B}는 관측하여 값을 알아낼 수 있는 대상으로 생각한다면, {\displaystyle A}의 확률은 {\displaystyle B}가 관측된 후 {\displaystyle P(A)}에서 {\displaystyle P(A|B)}로 변화하며, 베이즈 정리는 이 때의 변화를 계산하는 방법을 제공한다.

## 베이즈 정리 유도
- 조건부 확률

{\displaystyle P(A|B)={\frac {P(B\cap A)}{P(B)}}}
- 곱셈 공식

P(A∩B) = P(A|B)P(B) = P(B∩A) = P(B|A)P(A)
A와 B가 독립시행일 경우 P(A∩B) = P(A)*P(B)
- 전체 확률의 법칙

P(B) = P(B∩A)
= P(B∩A1) + P(B∩A2)
= P(B|A1)P(A1) + P(B|A2)P(A2)
- 베이즈 정리

{\displaystyle P(A_{1}|B)={\frac {P(B\cap A_{1})}{P(B)}}}
= {\displaystyle {\frac {P(B|A_{1})P(A_{1})}{P(B)}}}
= {\displaystyle {\frac {P(B|A_{1})P(A_{1})}{P(B|A_{1})P(A_{1})+P(B|A_{2})P(A_{2})}}}

## 역사
토머스 베이즈의 원고에 최초로 등장하였고, 이는 리처드 프라이스가 베이즈의 사후 1763년에 〈확률론의 한 문제에 대한 에세이〉(영어: An Essay towards solving a Problem in the Doctrine of Chances)라는 제목으로 출판하였다. 이후 피에르시몽 라플라스는 같은 정리를 1774년에 재발견하였고 1812년에 수식화하였다.

## 같이 보기
- 베이즈 추론
- 베이즈 네트워크
- 토머스 베이즈
- 경험적 베이즈 방법
- 몬티 홀 문제
- 오컴의 면도날
- 집행자의 오류
- 까마귀의 역설
- 재귀적 베이즈 추정
- 베이즈 통계학